# Paul Geilsdorf
Paul Geilsdorf (* 10. Juni 1890 in Plauen, Vogtland; † 26. Januar 1976 in Karl-Marx-Stadt) war ein deutscher evangelischer Kirchenmusiker und Kirchenliedkomponist.
Zunächst ließ er sich von 1904 bis 1910 am Lehrerseminar in Reichenbach/Vogtland ausbilden. Von 1913 bis 1916 studierte er am Leipziger Konservatorium und war dort Schüler von Karl Straube und Stephan Krehl. Ab 1917 bis 1947 hatte er das Kantoramt in St. Pauli, Chemnitz und von 1947 bis 1965 in St. Petri inne. 1935 wurde er zum Kirchenmusikdirektor ernannt. Zum 1. Mai 1937 trat er der NSDAP bei (Mitgliedsnummer 3.805.258). Er leitete mehrere Chorvereinigungen, wie den Chemnitzer Bürgergesangverein und den Chor des Erzgebirgischen Sängerbundes und prägte entscheidend das kirchenmusikalische Leben in Chemnitz und in Sachsen. 
Sein Werk umfasst oratorische Werke, Liedkompositionen und Chorsätze.
- Es mag sein, dass alles fällt (EG 378). 1940
- Herr, du hast alles, Himmel und Erden (EKG, Ausgabe f. d. Ev.-luth. Kirchen 1975, 465), 1940
- Ganz sachte rieseln die Flocken (Text und Melodie, Weihnachtslied), 1972, in: Haamitland, mei Arzgebirg, 1987
- Lauter klaane Lichter (Weihnachtslied), 1973 auf einen Text v. Karl Hans Pollmer, 1947, in: Haamitland, mei Arzgebirg, 1987